# Mariehamn
Mariehamn (/ma.ri.e'hamn/ ), en finnois : Maarianhamina, est la capitale du territoire finlandais autonome d’Åland, située en mer Baltique.
La ville est peuplée d'environ  11 740 habitants (2020). Le suédois, langue officielle de l'archipel, est la langue maternelle de 91 % de la population. Mariehamm, avec environ 7 %, compte le plus grand nombre d'étrangers en Finlande, dont une large proportion de citoyens suédois.

## Histoire
Fondée en 1861 par les Russes, la ville doit son nom à Maria Alexandrovna, l'épouse du tsar Alexandre II. Elle s'est depuis développée comme centre administratif de l'archipel. Avec une croissance d'environ 0,5 % par an, sa population augmente faiblement mais régulièrement depuis 30 ans.

## Géographie

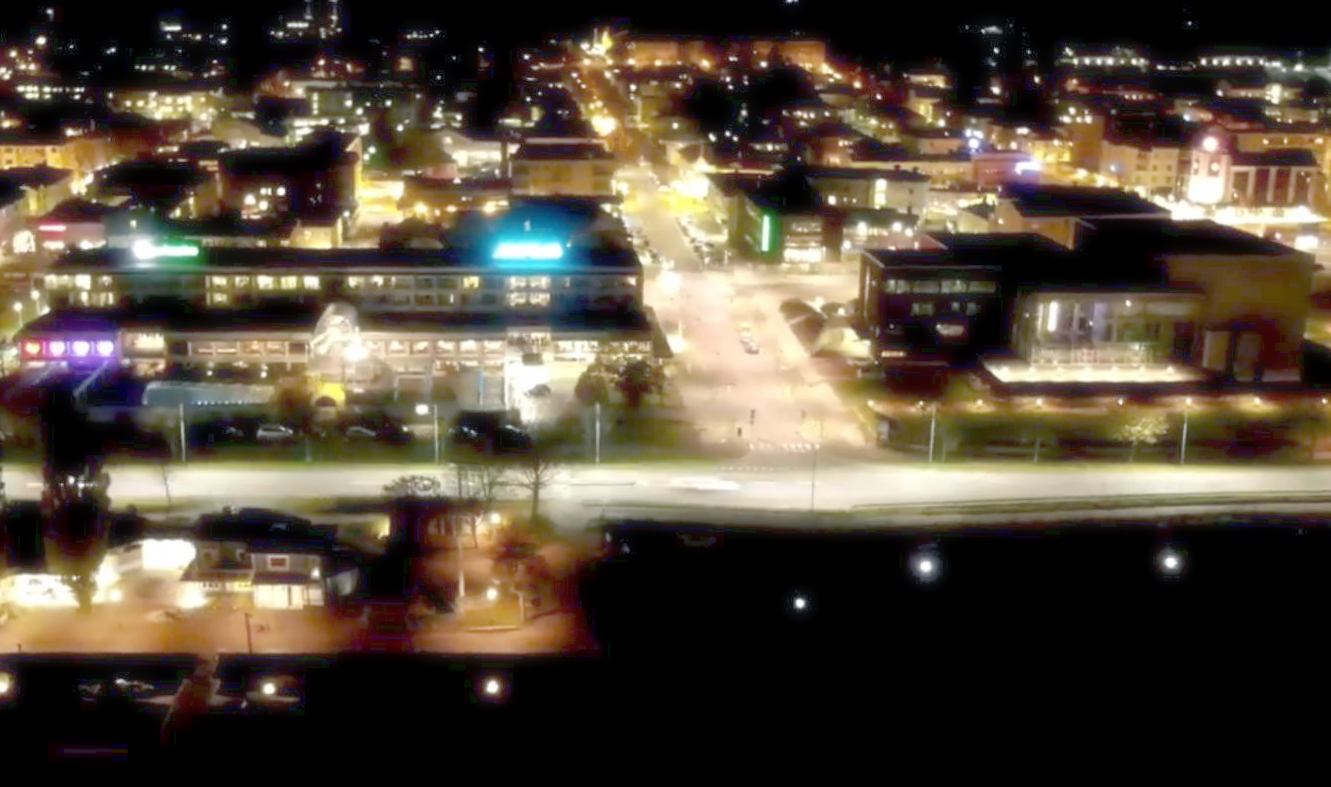
Une vue aérienne de Mariehamn la nuit

La ville est construite sur une péninsule rocheuse, bordée à l'est et à l'ouest par la mer Baltique. Elle compte deux ports aux fonctions différentes : si le port Ouest accueille les ferries et le bateau-musée Pommern, le port Est est un des principaux port de plaisance de Finlande. La commune est la troisième plus petite du pays.
Le centre-ville se présente comme un ensemble de boulevards larges et aérés bordés de tilleuls et de maisons en bois, ce qui a souvent valu à la cité le surnom de ville aux mille tilleuls.
Toutes les principales routes de l'archipel mènent à Mariehamn. Les communes limitrophes sont Jomala et Lemland.

## Démographie
L'évolution de la population depuis 1980 est la suivante :
| Année      | 1980   | 1985  | 1990   | 1995   | 2000   | 2005   | 2013   | 2016   |
| ---------- | ------ | ----- | ------ | ------ | ------ | ------ | ------ | ------ |
| population | 9 553  | 9 829 | 10 263 | 10 418 | 10 488 | 10 780 | 11 190 | 11 575 |
| Année      | 2020   |       |        |        |        |        |        |        |
| population | 11 696 |       |        |        |        |        |        |        |

## Économie

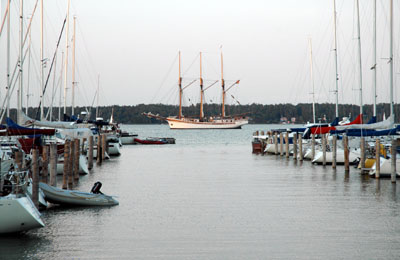
Le port Est

La ville accueille 1,5 million de touristes chaque année, le secteur touristique est d'ailleurs vital pour l'île,,.
En raison de la législation particulière du territoire et de son statut dérogatoire dans l'Union européenne, les navires faisant escale dans un port d'Åland bénéficient du régime de duty-free. Pour cette raison, Mariehamn est devenue un port très important où se succèdent toute la journée les immenses ferries des compagnies Tallink, Silja Line et Viking Line, qui paient de substantielles taxes portuaires pour pouvoir vendre à leurs passagers (dont bien peu débarquent à Mariehamn) des produits détaxés, notamment de l'alcool. Viking Line a par ailleurs basé son siège social et les emplois associés dans la ville.
De manière générale, l'économie est prospère et le taux de chômage reste nettement inférieur à 4 %.

## Transports

### Aérien
Le tout petit aéroport n'accueille pas plus de 50 000 voyageurs par an (2005). Air Åland assurait des vols quotidiens vers l'aéroport Helsinki-Vantaa et celui de Stockholm-Arlanda jusqu'en 2012. Les vols en provenance de Finlande continentale sont considérés comme des vols internationaux.

### Maritime

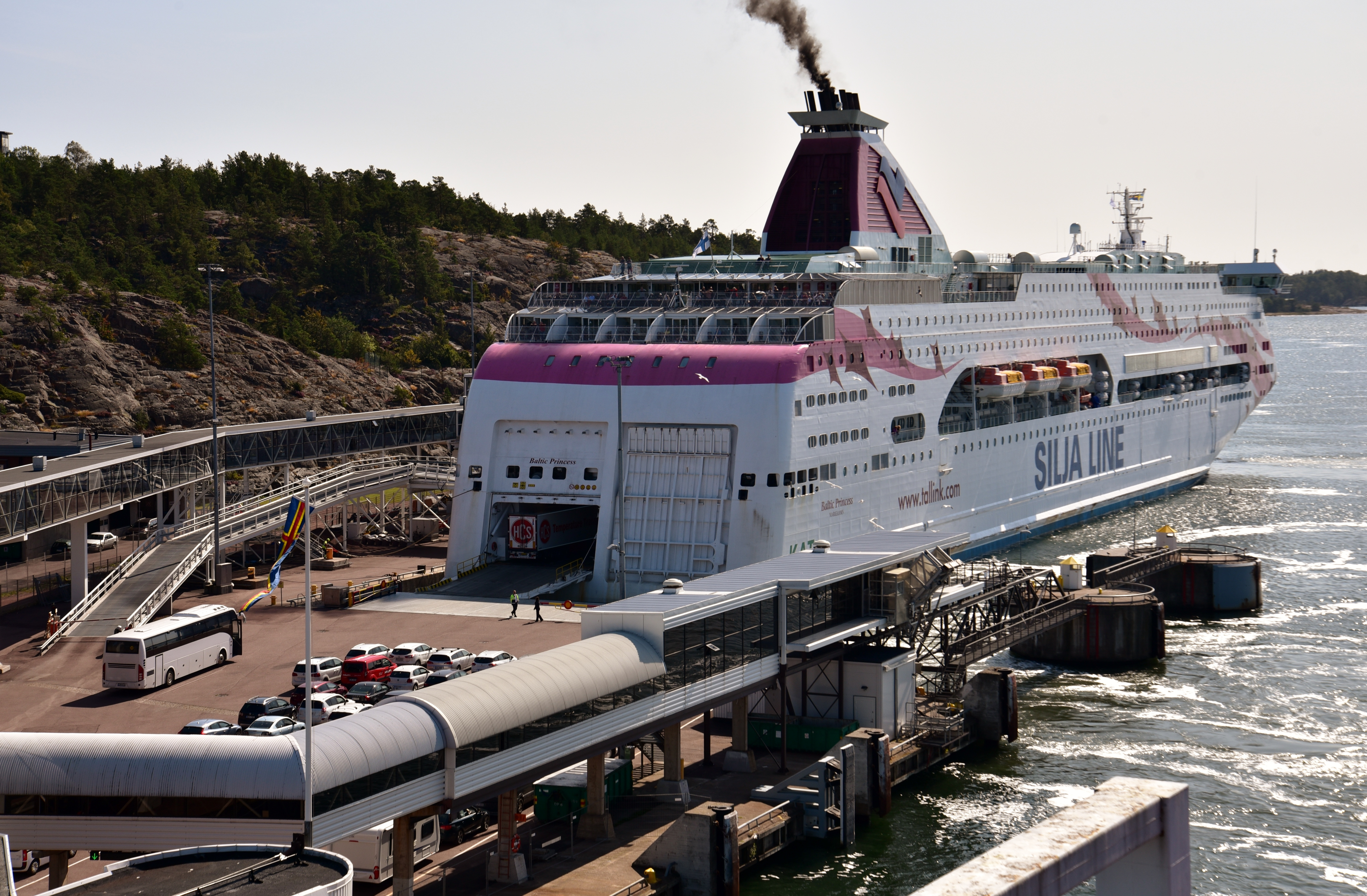
Ferry de la compagnie Silja Line à Mariehamn.

La voie maritime est naturellement privilégiée pour rejoindre Mariehamn.
Des ferries de plus de 2 000 places relient quotidiennement le port Ouest de Maarianhamina à Turku et Helsinki en Finlande continentale, Tallinn en Estonie, Stockholm et Kapellskär (Commune de Norrtälje) en Suède.

## Sites et monuments
- Musée d'Åland
- Musée maritime d'Åland
- Église Saint-Martin (fi)
- Église de Maarianhamina
- Mairie de Maarianhamina (fi)
- Ancienne école (fi)
- Bibliothèque municipale (fi)
- Chapelle funéraire (fi)
- Port Ouest

## Sport
Le principal club de football de la ville est le IFK Mariehamn qui joue en première division du championnat de Finlande de football.

## Jumelages
| Ville | Ville          | Pays | Pays       |
| ----- | -------------- | ---- | ---------- |
|       | Gotland        |      | Suède      |
|       | Kragerø        |      | Norvège    |
|       | Kuressaare (d) |      | Estonie    |
|       | Kópavogur      |      | Islande    |
|       | Lomonossov     |      | Russie     |
|       | Tórshavn       |      | îles Féroé |
|       | Valkeakoski    |      | Finlande   |

## Galerie

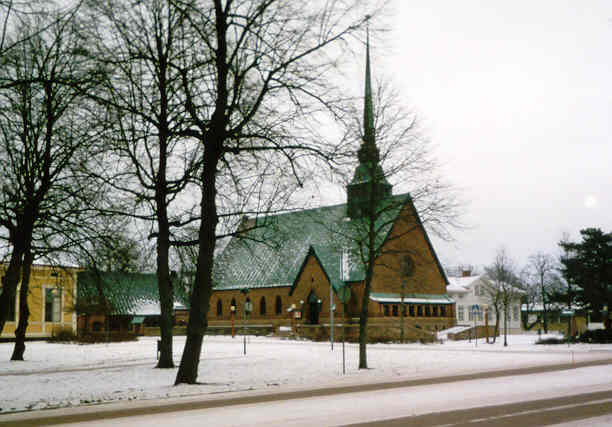
L'église de Mariehamn.
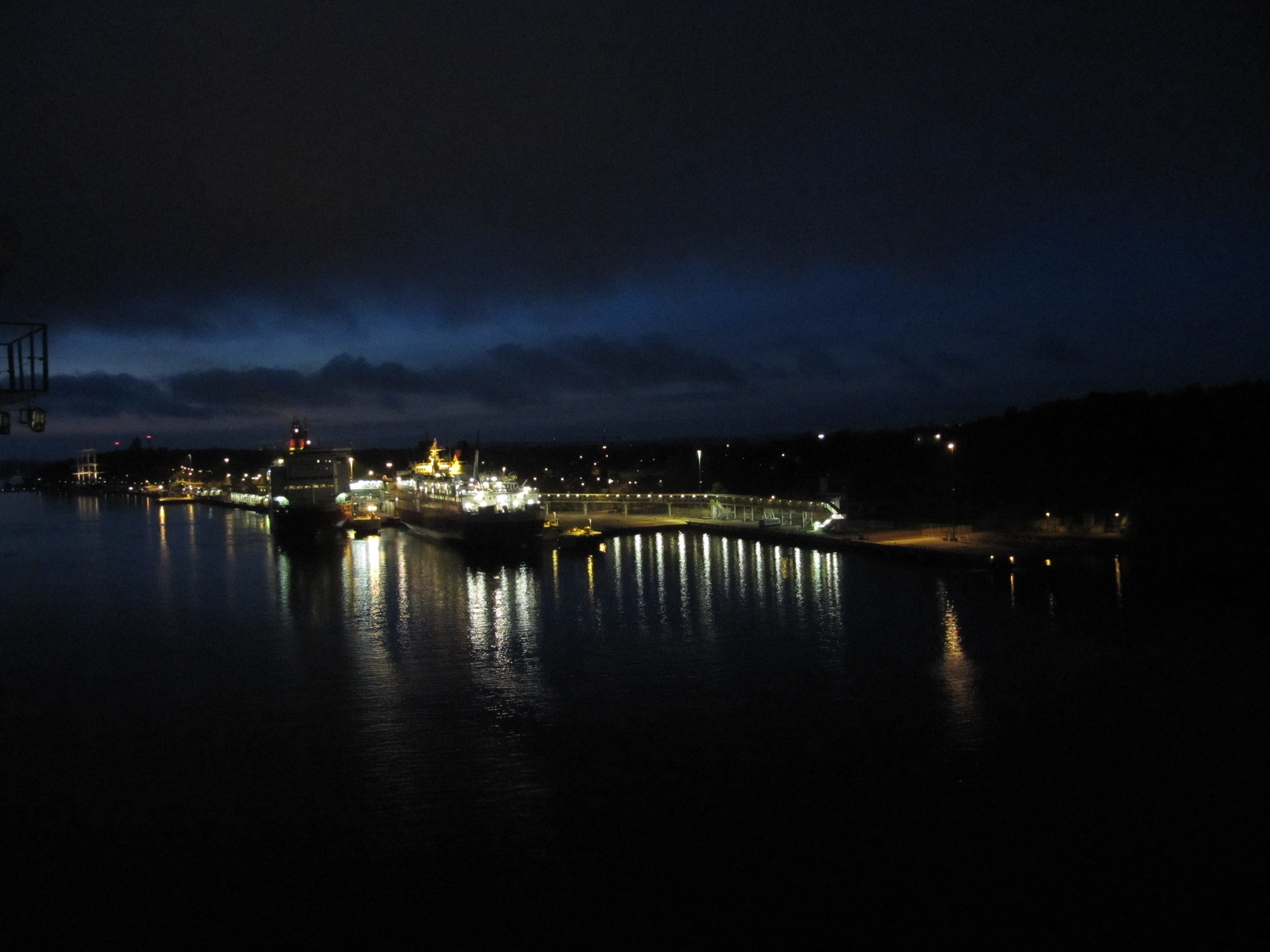
Vue nocturne du port.
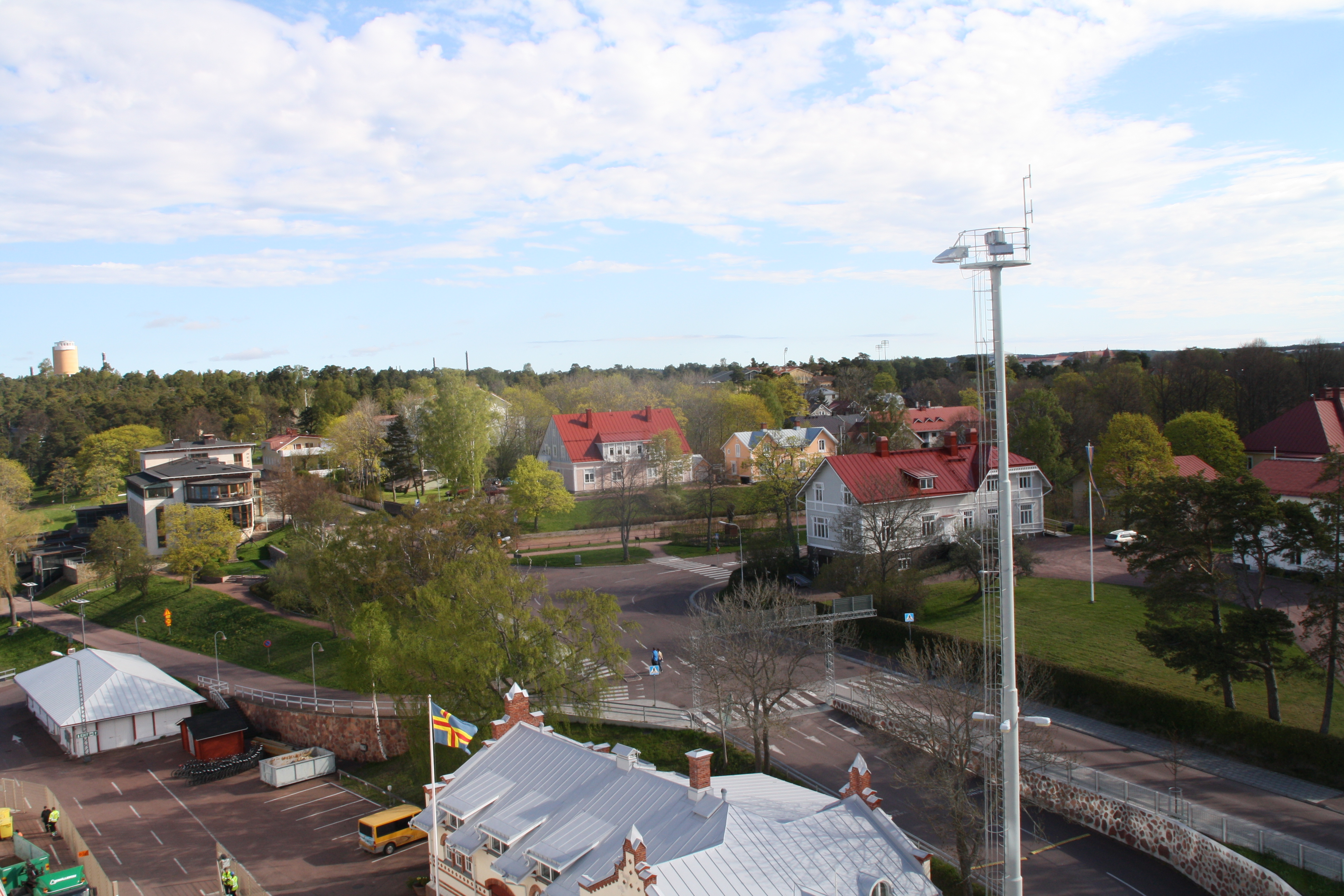
Mariehamn.
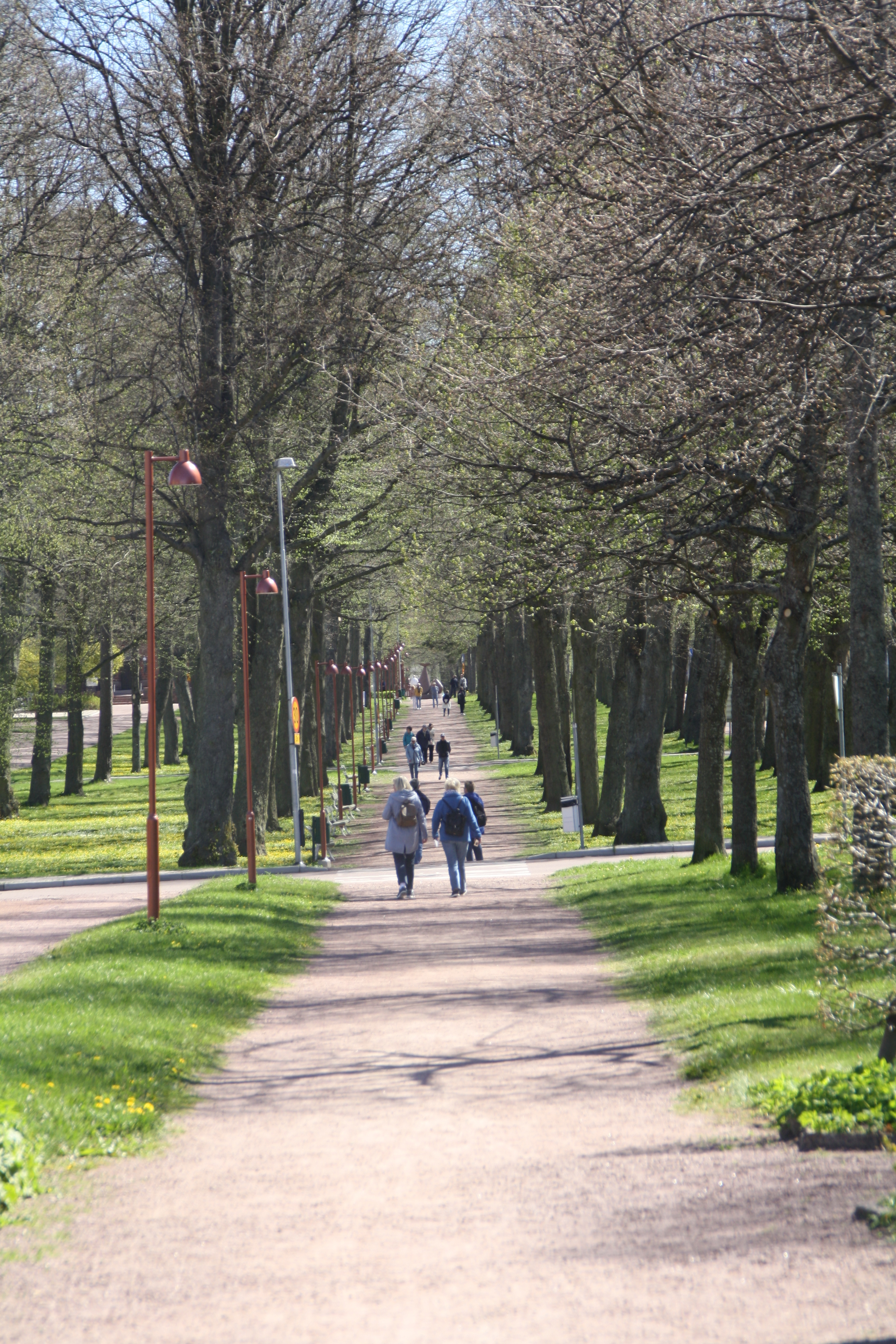
L'esplanade.
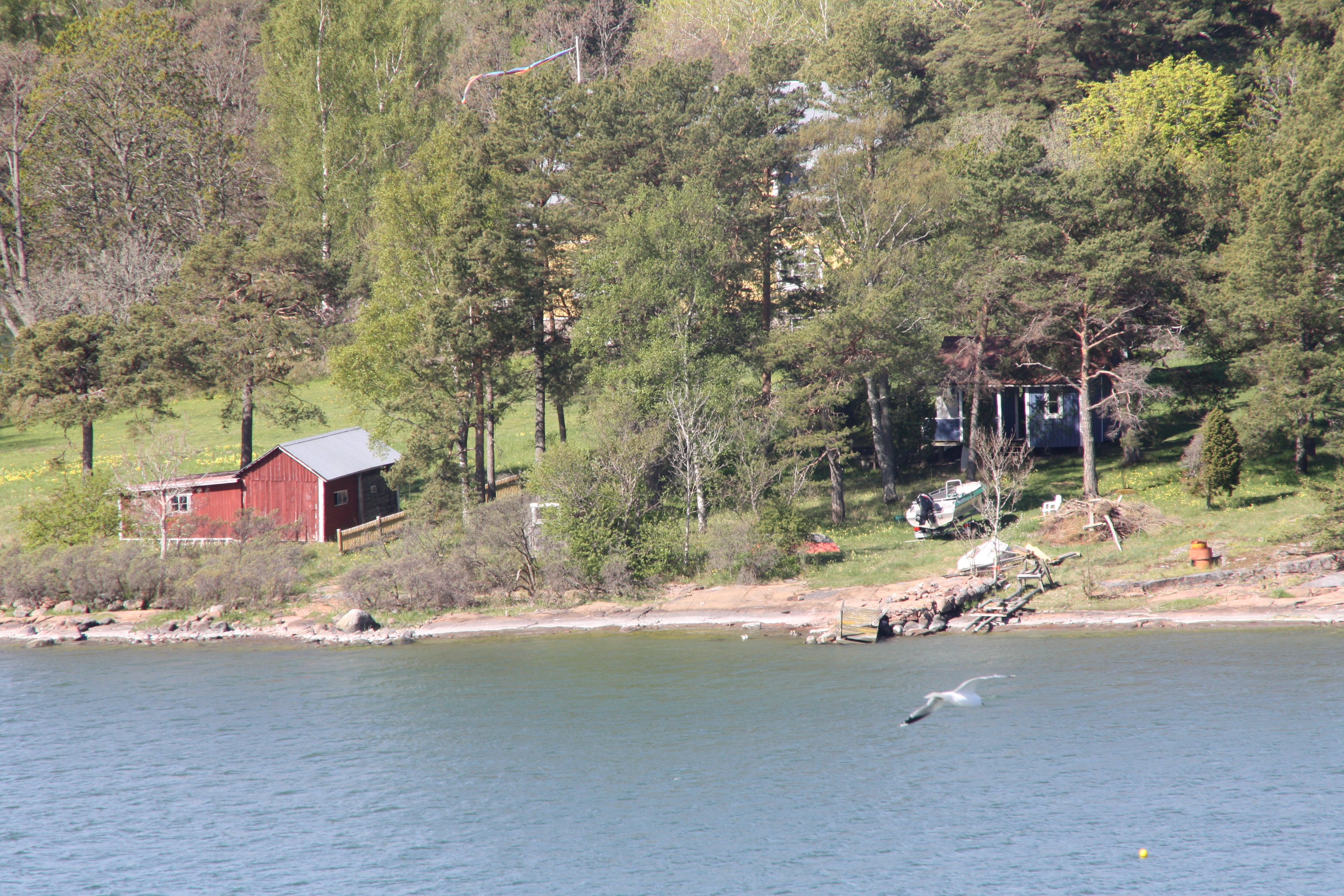
La côte.
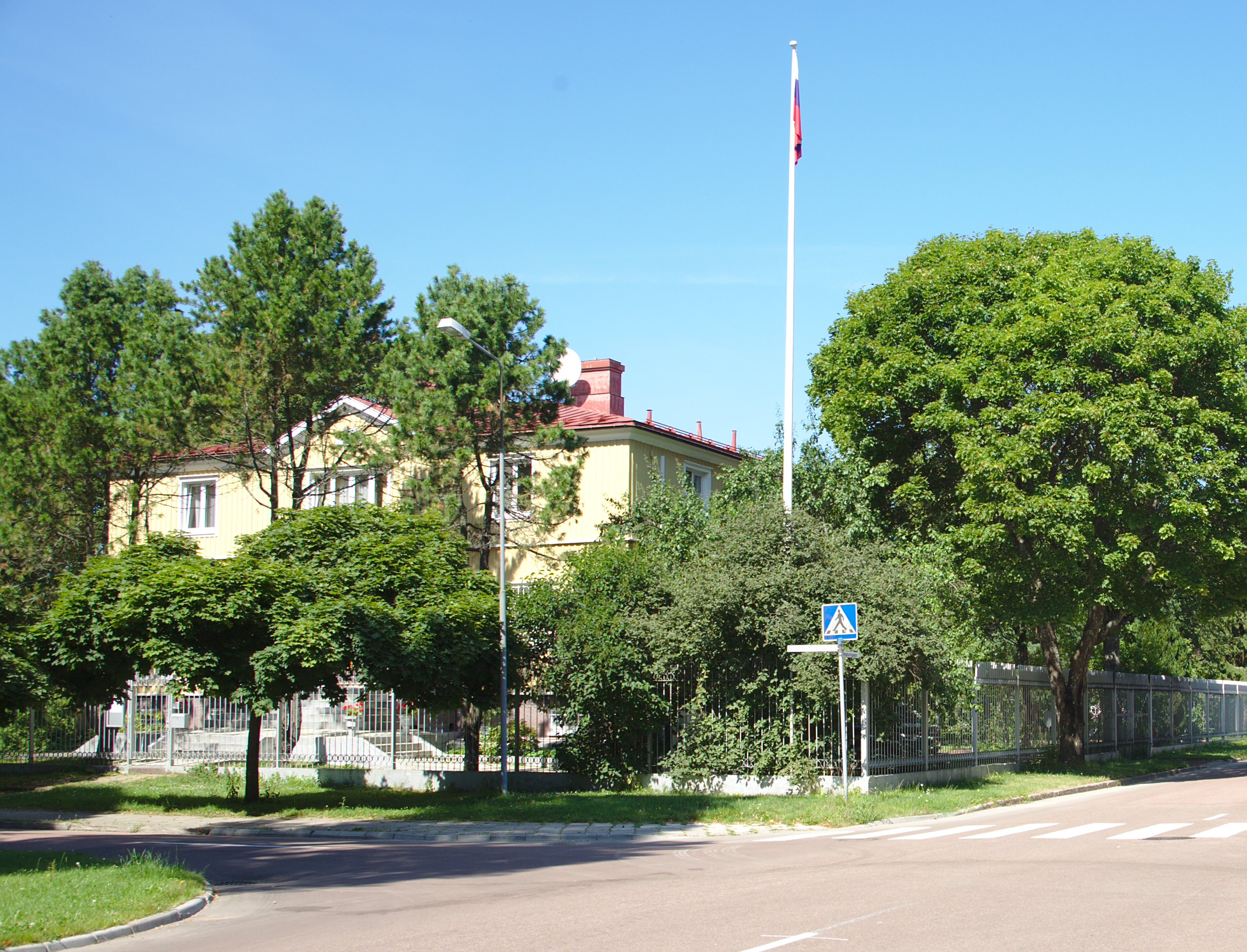
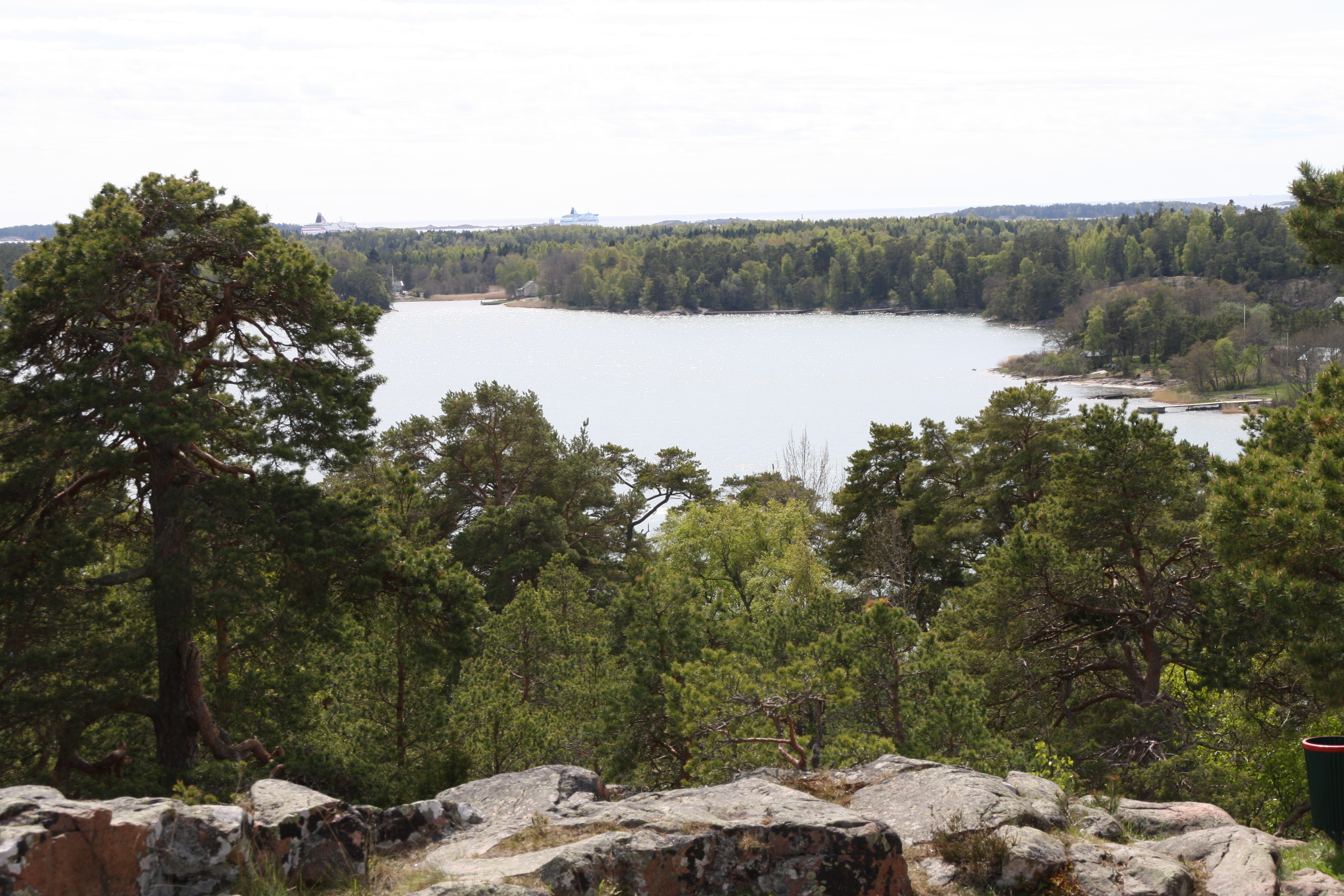
Badhusberget.
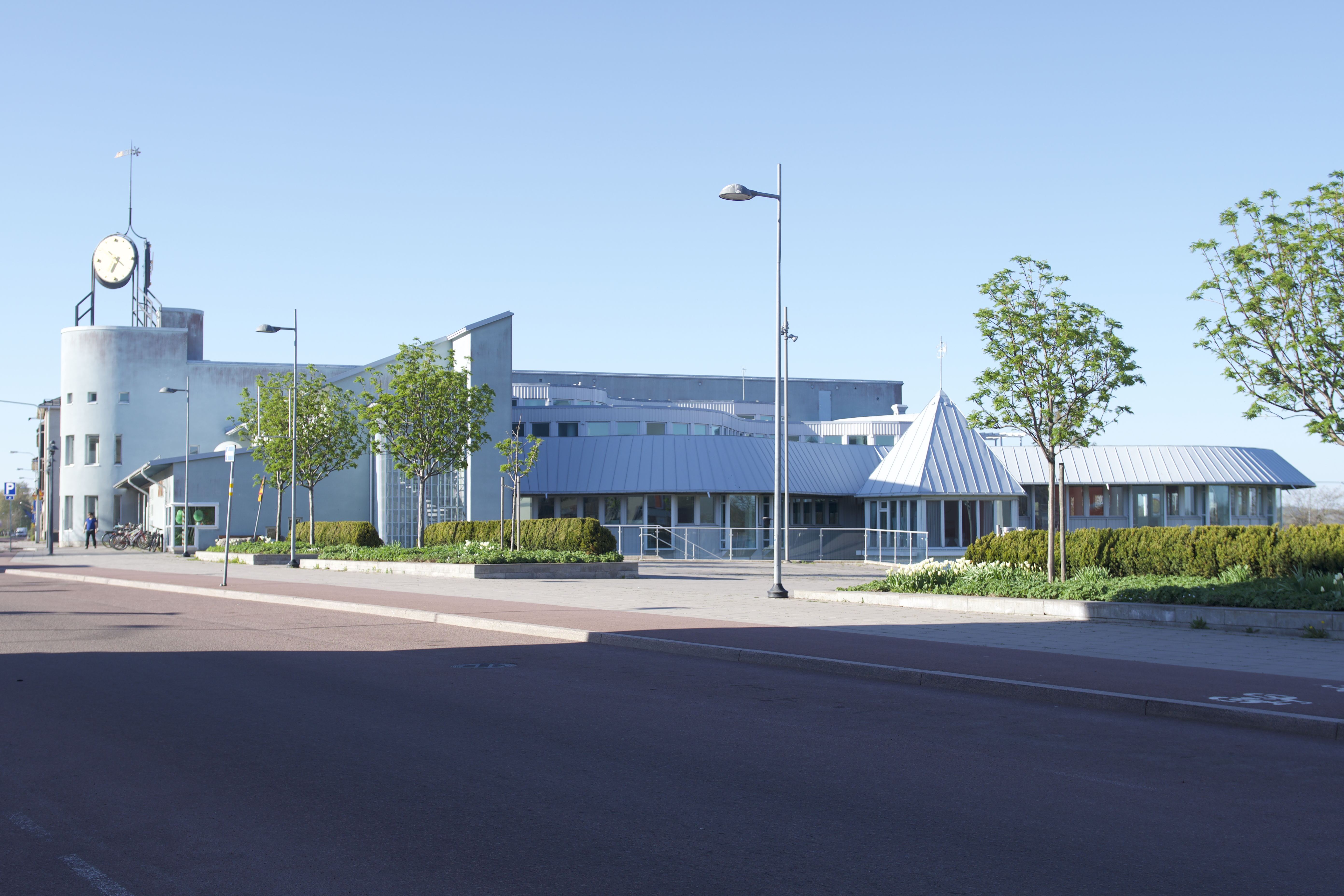
Bibliothèque.